# 大阪文化館・天保山

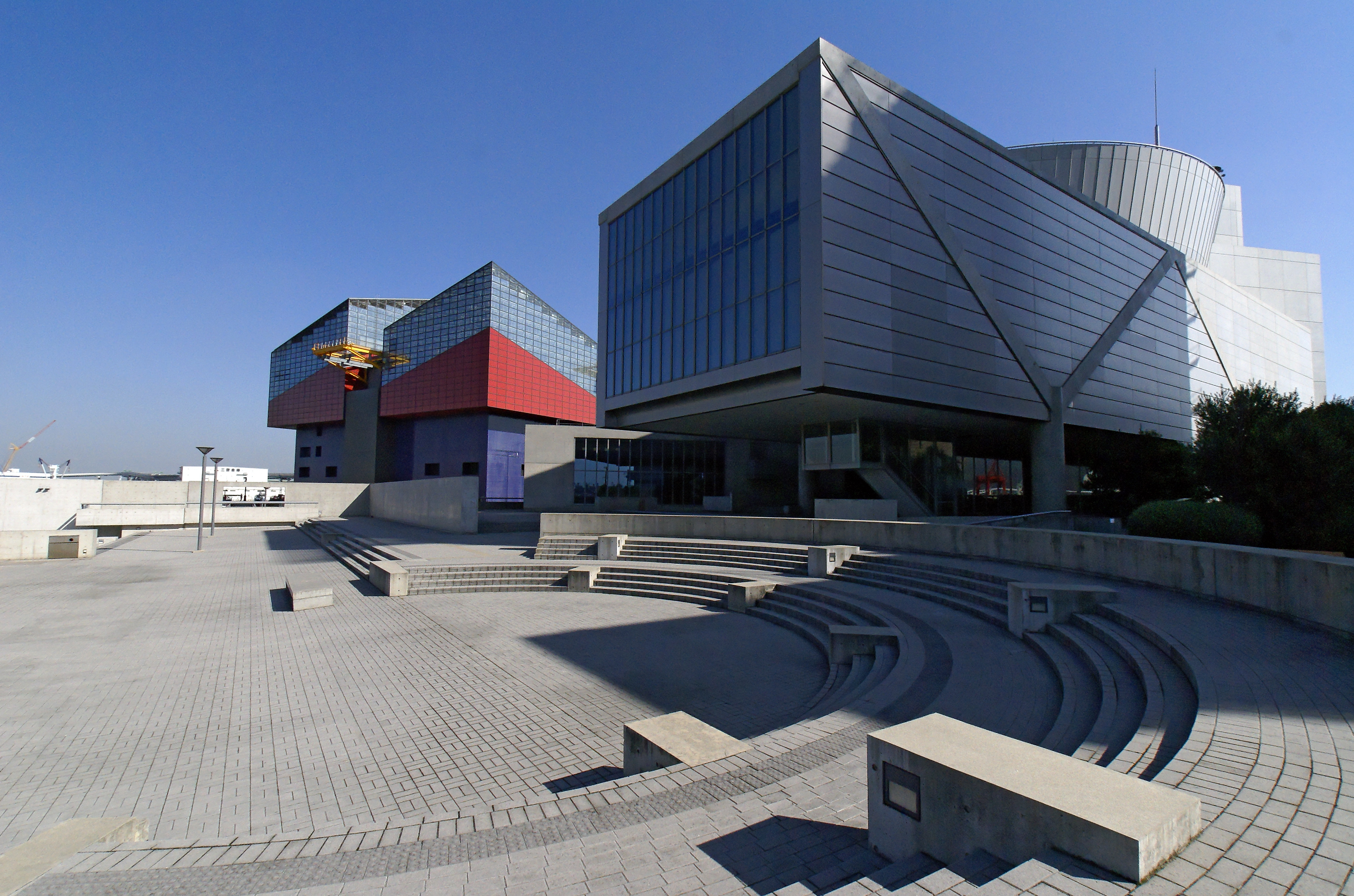
海の劇場、奥は海遊館

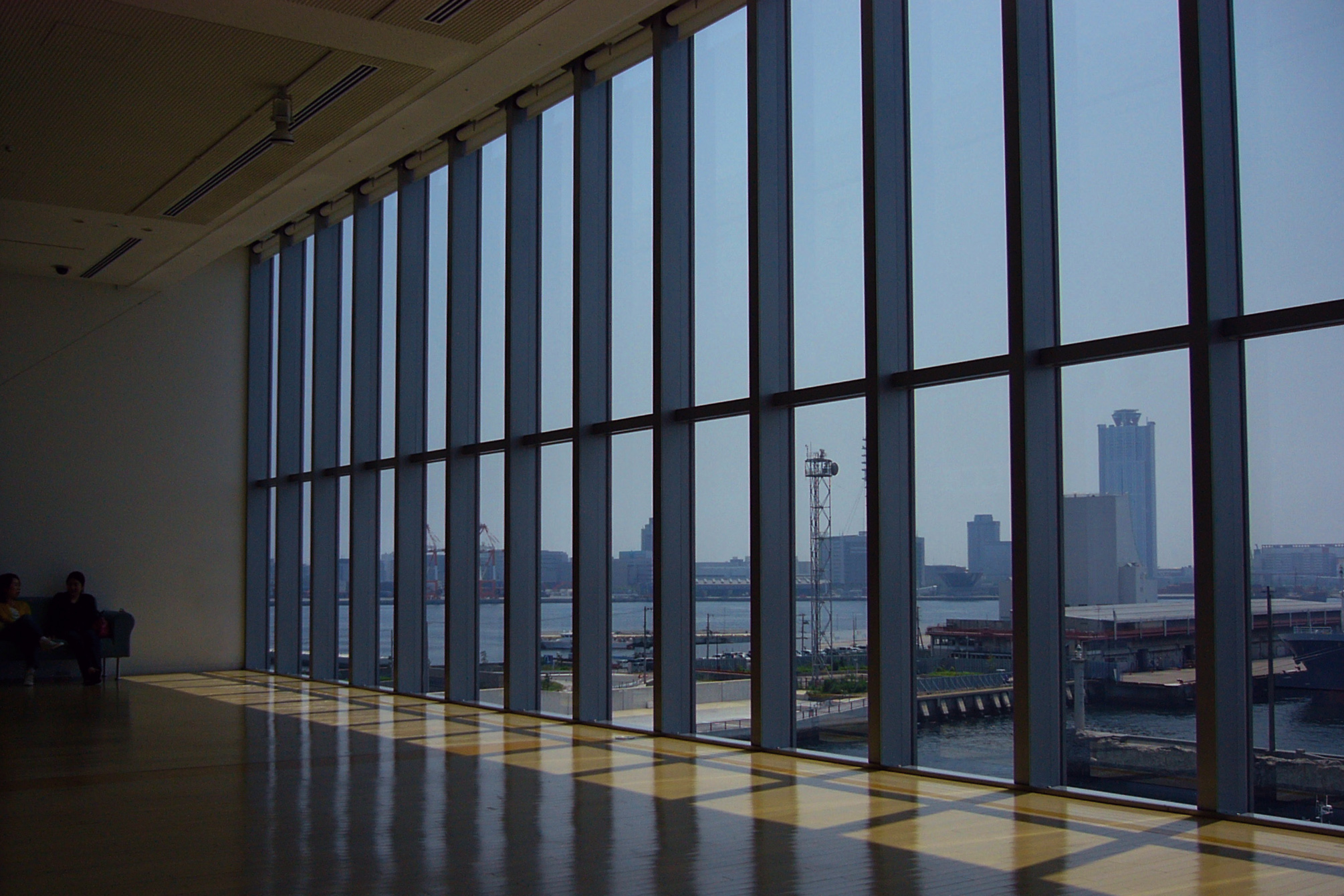
休憩所

大阪文化館・天保山（おおさかぶんかかん・てんぽうざん）は、大阪府大阪市港区の天保山ハーバービレッジにある美術館。2013年2月に「サントリーミュージアム」から改称し、2011年（平成23年）以降サントリーは運営に関与していない。

## 概要
1994年（平成6年）11月3日、サントリーミュージアム[天保山]の名称でサントリー創業90周年事業によって築港地区活性化事業施設として開設された。東京のサントリー美術館が日本古来の美術・工芸品を収集しているのに対して、モネやボナール、ロートレック、ミュシャ、カッサンドル、ホックニーの作品や世界各国の秀作ポスターなど、近現代美術の収集・展示を行っていた。
映像美術の展示施設として20×28mのIMAXスクリーンを擁する世界最大級の立体映像劇場「アイマックスシアター」があった。
2009年（平成21年）8月21日にサントリーホールディングスは、入館者の低迷・東西での美術館維持が困難を理由に、同ミュージアムを2010年（平成22年）12月26日に閉館することを決めた。なお土地・建物や展示物などは大阪市に無償で寄贈された。サントリー運営時代に展開していた展示会は83企画・シアターは57企画・来館数は1100万人だった。
2012年（平成24年）3月17日から7月16日の期間、当施設（施設名称は「大阪天保山特設ギャラリー」）で「ツタンカーメン展」が、2012年（平成24年）11月24日から、2013年（平成25年）2月17日には漫画『ONE PIECE』の展示会「尾田栄一郎監修 ONE PIECE展～原画×映像×体感のワンピース」が開催された。
2013年（平成25年）2月8日、施設の新名称は「大阪文化館・天保山」とすることが発表された。
同年4月1日から、10年間に渡りオリックス不動産が大阪市と定期建物賃貸借契約を締結（ギャラリー部分は大阪シティドームが運営）。2023年4月1日からは株式会社日中文化経済事業団の運営となった。2024年2月にTEMPO HARBOR THEATER（テンポハーバーシアター）がアイマックスシアター跡にオープン。

## 施設
- ギャラリー4F・5F
- レクチャールーム
- TEMPO HARBOR THEATER（442人収容）
- ショップ&レストラン
- ラウンジ
- マーメイド広場（親水広場）

## 建築概要
- 竣工：1994年
- 設計：安藤忠雄
- 規模：地上9階、一部10階、地下1階
- 構造：SRC造
- 延床面積：13,491m2
- 所在地：〒552-0022 大阪府大阪市港区海岸通1丁目5番10号
- 周辺施設：天保山ハーバービレッジを参照

## 交通アクセス
- Osaka Metro中央線 大阪港駅 徒歩約5分